# John Thomas Flynn
John Thomas Flynn (né le 25 octobre 1882 et mort le 13 avril 1964) était un journaliste américain. Bien que partisan de Franklin D. Roosevelt, il émit de vives critiques contre le New Deal.

## Biographie
Il fut un anticommuniste fervent. Il fut une influence de Myron Coureval Fagan.

## Publications
- God's Gold; the Story of Rockefeller and His Times (1932)
- Country Squire in the White House (1940)
- Men of Wealth; the Story of Twelve Significant Fortunes from the Renaissance to the Present Day (1941)
- The Truth About Pearl Harbor and the Final Secret of Pearl Harbor (1944)
- Meet Your Congress (1944)
- As We Go Marching (1944)
- The Epic of Freedom (1947)
- The Roosevelt Myth (1948/rev 1956)
- The Road Ahead; America's Creeping Revolution (1949)
- Communists and the New Deal: Part II (1952)
- While You Slept: Our Tragedy in Asia and Who Made It (1953)
- America's Unknown War: The War We Have Not Begun to Fight (1953)
- McCarthy: His War on American Reds, and the Story of Those Who Oppose Him (1954)
- Betrayal at Yalta (1955)
- The Decline of the American Republic and How to Rebuild It (1955)
- Militarism: The New Slavery for America (1955)
- Fifty Million Americans in Search of a Party (1955)
- The Lattimore Story (1953)
- Forgotten Lessons: Selected Essays of John T. Flynn (1996); posthumous essay collection
- Investment Trusts Gone Wrong! (Wall Street and the Security Markets)
- The Thought Police; an Episode in Radical Bigotry